# Frøken Klokken
Frøken Klokken var en tidsangivelse formidlet på dansk via telefon og iværksat af det københavnske telefonselskab KTAS i 1939, det senere TDC. Tjenesten var aktiv i 82 år, indtil servicen ophørte den 30. november 2021.
Oprindeligt havde Frøken Klokken telefonnummer 155, hvor man kunne få klokken oplæst. Senere blev telefonnummeret ændret til 0055, hvilket var før personlige computere og internettet blev udbredt. Til sidst blev telefonnummeret ændret til 70101155.
Tidsangivelsen blev indtalt af Anna Edith Sommer-Jensen i 1939, og af Marianne Germer i 1970.

## Historie
Idéen bag den automatiske oplæsning af klokken, der blev navngivet Frøken Klokken, kom fra Sverige, som havde indført en lignende service med stor succes. Succesen kan begrundes med problemstillingen omkring det at koordinere klokkeslæt i et samfund. Indtil da var der mange forskellige måder, hvorpå man forsøgte at koordinere dette. I København havde man i Skt. Nikolaj Kirke og i Frihavnen monteret store kugler, der faldt ned hver dag klokken 12 - midt på dagen. Indstilling af tid kunne således koordineres ved lyden af disse brag. Tjenesten, der blev til Frøken Klokken, havde den store fordel, at alle kunne vide den præcise tid, når de havde brug for det, til for eksempelvis at indstille et ur, som var gået i stå, i stedet for at vente til det næste kuglefald.
i 1939 blev tjenesten åbnet, og den havde i åbningsåret 11,6 millioner opkald. Til sammenligning var befolkningen på under 4 millioner. Alene det første døgn blev der ringet 50.000 gange til tjenesten, mens der i 2021 var omkring 5-7.000 opkald om måneden. Tjenesten opererede ufortrødent indtil 1970, hvor systemet bag blev udskiftet og erstattet af et komplet nyt system, der af brugerne blev mest bemærket af den nye stemme, men også mere automatisk da det nye system blev stillet af det netop igangsatte trådløse atomurssignal fra Tyskland, DCF77 i Frankfurt am Main. Den 8. september 1993 blev de elektromekaniske maskiner med Frøken Klokkens stemme afløst af digital teknik.
I 2021 blev det besluttet at nedlægge tjenesten grundet et lille behov. Yderligere begrundede TDC også at det var en del af deres klimavision, da virksomhedens ældre systemer er de mindst energieffektive.

## Stemmer bag
Anna Edith Sommer-Jensen (29. november 1918 – 30. august 2008) indspillede 8.640 klokkeslæt med timer, minutter og sekunder, som skulle læses op automatisk via telefonen.
Marianne Germer lagde stemme til Frøken Klokken i 1970, og det var hendes stemme, man hørte frem til 2021, når man ringede til Frøken Klokken tjenesten. Marianne Germer modtog i 2002 DR's Sprogpris, for perfekt og tidløs brug af det danske sprog.

## Eksterne links
- Frøken Klokken hos Museet for post, tele og kommunikation (enigma.dk)